# Mythicomyia cocollina
Mythicomyia cocollina är en tvåvingeart som beskrevs av Neal L. Evenhuis 2002. Mythicomyia cocollina ingår i släktet Mythicomyia och familjen svävflugor.
Artens utbredningsområde är Kalifornien. Inga underarter finns listade i Catalogue of Life.